# 시리마보 반다라나이케

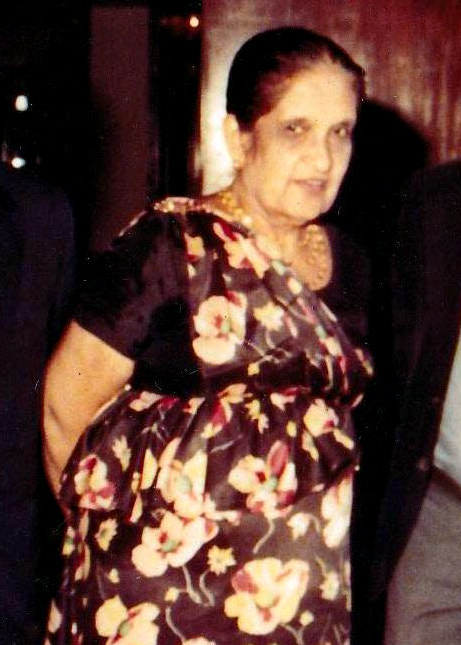
시리마보 반다라나이케

시리마보 반다라나이케(싱할라어: සිරිමාවෝ බණ්ඩාරනායක, 타밀어: சிறிமாவோ ரத்வத்த டயஸ் பண்டாரநாயக்க 1916년 4월 17일 ~ 2000년 10월 10일)는 스리랑카의 여성 정치가이다.

## 이력
솔로몬 반다라나이케 前 스리랑카 행정총리의 부인이기도 한 그녀는 1960년부터 1965년, 1970년부터 1977년, 1994년부터 2000년까지 스리랑카의 총리를 지냈다.

## 역대 선거 결과
| 선거명      | 직책명            | 대수 | 정당   | 득표율 | 득표수      | 결과 | 당락 |
| ----------- | ----------------- | ---- | ------ | ------ | ----------- | ---- | ---- |
| 1988년 선거 | 스리랑카의 대통령 | 3대  | 자유당 | 44.95% | 2,289,860표 | 2위  | 낙선 |